# Yongqiao
Yongqiao (chiń. upr. 埇桥区; chiń. trad. 埇橋區; pinyin Yǒngqiáo Qū) – dzielnica miasta Suzhou w prowincji Anhui we wschodniej części Chińskiej Republiki Ludowej. Liczba mieszkańców dzielnicy, w 2010 roku, wynosiła 1 647 642.